# Carnage (Band)
Carnage war eine schwedische Death-Metal-Band aus Stockholm, die im Jahr 1988 unter dem Namen Global Carnage gegründet und 1990 wieder aufgelöst wurde.

## Geschichte
Die Band wurde im Jahr 1988 von Gitarrist Michael Amott und Bassist und Sänger Johan Liiva als Global Carnage gegründet. Kurze Zeit später kamen noch Gitarrist Johnny Dordevic und Schlagzeuger Jeppe Larsson hinzu. Die Band veröffentlichte im Jahr 1989 mit The Day Man Lost und Infestation of Evil zwei Demos. Die Band unterlag häufigen Besetzungswechseln, sodass auf dem Album Dark Recollections im Jahr 1990 nur noch Michael Amott als Gründungsmitglied vertreten war. Als neue Mitglieder waren Sänger Matti Kärki, Gitarrist David Blomkuist und Schlagzeuger Fred Estby vertreten. Noch bevor das Album offiziell veröffentlicht wurde, löste sich die Band wieder auf. Das Album war ursprünglich auf der Split-Veröffentlichung Dark Recollections / Hallucinating Anxiety enthalten, die über Necrosis Records, einem Sub-Label von Earache Records, erschien. Sie wurde im Jahr 2000 mit Bonusliedern wiederveröffentlicht.
Michael Amott trat nach der Auflösung Carcass bei und gründete später mit Johan Liiva Arch Enemy und Spiritual Beggars. Matti Kärki, David Blomqvist und Fred Estby spielten bei Dismember.

## Stil
Die Band begann als Grindcore-Projekt, das sich im Laufe der Zeit zu einem Old-School-Death-Metal-Projekt wandelte. Die Musik wird mit dem Album Like an Ever Flowing Stream von Dismember verglichen. Einige Songs des Carnage Debüts sind mit Liedern des Dismember Debüts identisch.

## Diskografie
- 1989: The Day Man Lost (Demo, Eigenveröffentlichung)
- 1989: Infestation of Evil (Demo, Eigenveröffentlichung)
- 1990: Dark Recollections / Hallucinating Anxiety (Split mit Cadaver, Necrosis Records)
- 1990: Dark Recollections (Album, Necrosis Records; Wiederveröffentlichung 2017, Earache Records)
- 1991: Live EP (EP, Distorted Harmony Records)